# Røgen-Sporup-Søby Pastorat
Røgen-Sporup-Søby pastorat er et pastorat i Folkekirken under Århus Stift. Pastoratet omfatter tre sogne. Den nuværende sognepræst i pastoratet er Mette Mommsen.